# 피터 센게

피터 센게(Peter Michael Senge, 1947년 ~)는 미국의 MIT슬론 경영대학원 교수이자, 시스템 과학자이다. 조직학습협회(Society for Organizational Learning, SOL)의 창립자이며,《학습하는 조직》의 저자로 알려져 있다.